# Macropharyngodon geoffroy
Macropharyngodon geoffroy là một loài cá biển thuộc chi Macropharyngodon trong họ Cá bàng chài. Loài này được mô tả lần đầu tiên vào năm 1824.

## Từ nguyên
Từ định danh của loài được đặt theo tên của Étienne Geoffroy Saint-Hilaire, nhà tự nhiên học người Pháp.

## Phạm vi phân bố và môi trường sống
M. geoffroy có phạm vi phân bố ở Bắc Thái Bình Dương. Đây là một loài đặc hữu của quần đảo Hawaii và đảo Johnston (Hoa Kỳ). M. geoffroy sống xung quanh các rạn san hô trên nền đáy cát và đá vụn ở độ sâu khoảng từ 6 đến 32 m.

## Mô tả
M. geoffroy có chiều dài cơ thể tối đa được ghi nhận là 15 cm. Loài này có mõm ngắn hơn so với những loài trong cùng chi, bắt nguồn cho tên thông thường của chúng (shortnose wrasse). Răng lớn và chắc giúp M. geoffroy nghiền nát vỏ của các loài ốc biển, thức ăn phổ biến trong phạm vi của chúng.
Cơ thể của M. geoffroy có màu nâu da cam với các hàng đốm tròn màu xanh lam óng ở hai bên thân. Đầu có các vệt sọc màu xanh tương tự. Vây ngực có màu vàng, trong suốt.
Số gai ở vây lưng: 9; Số tia vây ở vây lưng: 11; Số gai ở vây hậu môn: 3; Số tia vây ở vây hậu môn: 11; Số gai ở vây bụng: 1; Số tia vây ở vây bụng: 5.

## Sinh thái
Thức ăn của M. geoffroy là các loài nhuyễn thể (đặc biệt là lớp Chân bụng) và trùng lỗ. Loài này được đánh bắt nhằm mục đích thương mại trong ngành buôn bán cá cảnh.